# حقوق بث كأس العالم 2022
حقوق بث مباريات كأس العالم هي مجموعة من الحقوق التي يمنحها الاتحاد الدولي لكرة القدم (الفيفا) للقنوات التلفزيونية، ليتمكن المشاهد من متابعة منتخب بلده أو منتخبه المفضل، ويتم تسليم الحقوق باتفاق بين إدارة الفيفا المختصة في النقل التلفزيوني والقنوات التلفزيونية مقابل مبالغ مالية متفق عليها، سواء أكانت قنوات رسمية للدول أو قنوات خاصة عن طريق مزايدة في حالة توافر قناتين أو أكثر في نفس البلد أو المنطقة. وقد وزع الفيفا حقوق بث مباريات كأس العالم حسب المناطق والدول، حيث ستنقل مباريات البطولة في منطقة الشرق الأوسط وشمال أفريقيا من خلال شبكة بي إن سبورتس العربية. توزيع الحقوق كان على الشكل التالي:
| المنطقة/الدولة | الباقة الناقلة                              | مصادر       |
| --- | ------------------------------------------- | ----------- |
| أمريكا اللاتينيةالدول التابعة - الأرجنتين - أوروغواي - فنزويلا - جزر فيرجن البريطانية - نيكاراغوا - غيانا - بوليفيا - أنغويلا - انتيغا وباربودا - أروبا - باربادوس - بيليز - برمودا - جزر الكايمان - كوبا - كولومبيا - دومينيكا - جمهورية الدومينيكان - الإكوادور - إلسالفادور - غرينادا - غوادلوب - جواتيمالا - هايتي - هندوراس - جامايكا - مارتينيك - المكسيك - مونتسرات - الأنتيل الهولندية - بنما - باراغواي - بيرو - بورتوريكو - سانت بارتيليمي - سانت كيتس ونيفيس - سانت لوسيا - سينت مارتن - سانت فنسنت والجرينادينز - ترينيداد وتوباغو - جزر العذراء الامريكية | Vrio Corp.                                  | [ 1 ]       |
| الكاريبيالدول والمناطق التابعة - أنتيغوا وباربودا - أنغويلا - أروبا - باربادوس - جزر البهاما - بليز - جزر العذراء البريطانية - جزر كايمان - كوراساو - جمهورية الدومينيكان - غرينادا - غيانا - هايتي - مونتسرات - سانت لوسيا - سانت كيتس ونيفيس - سانت فينسنت والغرينادين - جزر توركس وكايكوس | سبرورتس ماكس                                | [ 1 ] [ 4 ] |
| شبه القارة الهنديةالدول التابعة - بنغلاديش - بوتان - الهند - المالديف - نيبال - باكستان - سريلانكا | فياكوم 18                                   | [ 5 ]       |
| الشرق الأوسط وشمال أفريقياالدول التابعة - الجزائر - البحرين - جزر القمر - جيبوتي - مصر - إيران - العراق - الأردن - الكويت - لبنان - ليبيا - المغرب - موريتانيا - عمان - فلسطين - قطر - السعودية - الصومال - جنوب السودان - السودان - سوريا - تونس - الإمارات العربية المتحدة - اليمن | بي إن سبورتس العربية • قنوات الكأس الرياضية | [ 6 ] [ 7 ] |
| آسيا الوسطىالدول التابعة - كازاخستان - أوزباكستان - تركمانستان - طاجيكستان - قرغيزستان | ساران ميديا                                 | [ 1 ]       |
| أفريقيا جنوب الصحراءالدول التابعة - أنغولا - بنين - بوتسوانا - بوركينا فاسو - بوروندي - الكاميرون - الرأس الأخضر - جمهورية أفريقيا الوسطى - تشاد - جمهورية الكونغو - ساحل العاج - جمهورية الكونغو الديمقراطية - غينيا الاستوائية - إريتريا - إثيوبيا - الغابون - غامبيا - غانا - غينيا - غينيا بيساو - كينيا - ليسوتو - ليبيريا - مدغشقر - مالاوي - مالي - موريشيوس - موزمبيق - ناميبيا - النيجر - نيجيريا - رواندا - السنغال - سيشل - سيراليون - سوازيلاند - تنزانيا - توغو - أوغندا - زامبيا - زيمبابوي                                                              | سوبر سبورت نيو ورلد                         | [ 8 ] [ 9 ] |

## القنوات الناقلة
| الدولة                               | الناقل                                                                       | المصدر        |
| ------------------------------------ | ---------------------------------------------------------------------------- | ------------- |
| ألبانيا                              | RTSH                                                                         | [ 1 ]         |
| الأرجنتين                            | TyC Sports                                                                   | [ 1 ]         |
| أرمينيا                              | AMPTV                                                                        | [ 1 ]         |
| أستراليا                             | SBS                                                                          | [ 10 ]        |
| النمسا                               | ORF                                                                          | [ 1 ]         |
| أذربيجان                             | İTV                                                                          | [ 1 ]         |
| بيلاروس                              | Belteleradio                                                                 | [ 1 ]         |
| بلجيكا                               | آر تي بي إف VRT                                                              | [ 1 ]         |
| بوليفيا                              | Red Uno Unitel Bolivia                                                       | [ 1 ]         |
| البوسنة والهرسك                      | BHRT                                                                         | [ 1 ]         |
| البرازيل                             | TV Globo                                                                     | [ 11 ]        |
| بروناي                               | Kristal-Astro                                                                | [ 1 ]         |
| بلغاريا                              | BNT Nova                                                                     | [ 1 ] [ 12 ]  |
| الصين                                | تلفزيون الصين المركزي Migu                                                   | [ 13 ] [ 14 ] |
| كندا                                 | Bell Media                                                                   | [ 15 ]        |
| كمبوديا                              | TVK                                                                          | [ 1 ]         |
| كولومبيا                             | تلفزيون كاراكول تلفزيون آر سي إن                                             | [ 1 ]         |
| كوستاريكا                            | Teletica                                                                     | [ 1 ]         |
| كرواتيا                              | HRT                                                                          | [ 1 ]         |
| كوراساو                              | TV Direct 13                                                                 | [ 1 ]         |
| قبرص                                 | CyBC                                                                         | [ 1 ]         |
| جمهورية التشيك                       | ČT                                                                           | [ 1 ]         |
| الدنمارك                             | دي آر TV 2                                                                   | [ 16 ]        |
| الإكوادور                            | Teleamazonas                                                                 | [ 17 ]        |
| السلفادور                            | TCS                                                                          | [ 1 ]         |
| إستونيا                              | ERR                                                                          | [ 1 ]         |
| فرنسا                                | تي أف 1 بي إن سبورتس فرنسا                                                   | [ 18 ]        |
| فنلندا                               | أوليسراديو MTV3                                                              | [ 19 ]        |
| جورجيا                               | GPB                                                                          | [ 1 ]         |
| ألمانيا                              | إيه آر دي زي دي اف دويتشه تيليكوم                                            | [ 20 ] [ 21 ] |
| اليونان                              | ANT1                                                                         | [ 22 ]        |
| غواتيمالا                            | TV Azteca Tigo Sports                                                        | [ 23 ]        |
| هندوراس                              | Televicentro                                                                 | [ 1 ]         |
| المجر                                | MTVA                                                                         | [ 1 ]         |
| آيسلندا                              | RÚV                                                                          | [ 1 ]         |
| إندونيسيا                            | Klikdaily Emtek [الإنجليزية]                                                 | [ 1 ] [ 24 ]  |
| أيرلندا                              | RTÉ                                                                          | [ 1 ]         |
| إسرائيل                              | IPBC                                                                         | [ 1 ]         |
| إيطاليا                              | RAI                                                                          | [ 25 ]        |
| اليابان                              | Dentsu Inc.                                                                  | [ 1 ]         |
| كازاخستان                            | Kazakh TV                                                                    | [ 1 ]         |
| كوسوفو                               | RTK                                                                          | [ 1 ]         |
| لاتفيا                               | LTV                                                                          | [ 1 ]         |
| ليختنشتاين                           | SRG SSR                                                                      | [ 1 ]         |
| ليتوانيا                             | LRT                                                                          | [ 1 ]         |
| ماكاو                                | TDM                                                                          | [ 1 ]         |
| ماليزيا                              | Astro                                                                        | [ 1 ]         |
| مالطا                                | PBS                                                                          | [ 1 ]         |
| المكسيك                              | Televisa                                                                     | [ 1 ]         |
| مولدوفا                              | TRM                                                                          | [ 1 ]         |
| الجبل الأسود                         | RTCG                                                                         | [ 1 ]         |
| هولندا                               | NOS                                                                          | [ 1 ]         |
| نيوزيلندا                            | Sky                                                                          | [ 26 ]        |
| مقدونيا                              | MRT                                                                          | [ 1 ]         |
| النرويج                              | هيئة الإذاعة النرويجية TV 2 [الإنجليزية]                                     | [ 1 ]         |
| بنما                                 | RPC TVN                                                                      | [ 1 ]         |
| باراغواي                             | TyC Sports Tigo Sports                                                       | [ 1 ]         |
| بيرو                                 | Latina Televisión                                                            | [ 27 ]        |
| بولندا                               | TVP                                                                          | [ 1 ]         |
| البرتغال                             | RTP                                                                          | [ 1 ]         |
| رومانيا                              | TVR                                                                          | [ 1 ]         |
| روسيا                                | القناة الأولى الروسية ماتش تي في شركة عموم روسيا للراديو والتلفزيون الحكومية | [ 28 ]        |
| صربيا                                | RTS                                                                          | [ 1 ]         |
| سلوفاكيا                             | RTVS                                                                         | [ 1 ]         |
| سلوفينيا                             | RTV                                                                          | [ 1 ]         |
| جزر كايمان                           | Logic                                                                        | [ 1 ]         |
| كوريا الجنوبية                       | نظام بث سول نظام البث الكوري مؤسسة منهوا للإذاعة                             | [ 1 ]         |
| إسبانيا                              | ميديا برو [الإنجليزية] آر تي في في [لغات أخرى] ‏                              | [ 29 ] [ 30 ] |
| سورينام                              | SCCN STVS                                                                    | [ 1 ]         |
| السويد                               | التلفزيون السويدي TV4                                                        | [ 31 ]        |
| سويسرا                               | SRG SSR                                                                      | [ 1 ]         |
| تايوان                               | ELTA                                                                         | [ 1 ]         |
| تركيا                                | TRT                                                                          | [ 1 ]         |
| أوكرانيا                             | Suspilne                                                                     | [ 1 ]         |
| المملكة المتحدة - إنجلترا - جبل طارق | بي بي سي آي تي في                                                            | [ 32 ]        |
| الولايات المتحدة                     | شبكة فوكس التلفزيونية تيليموندو                                              | [ 33 ] [ 34 ] |
| الأوروغواي                           | أنتيل (شركة) Canal 4 Canal 10 Teledoce TyC Sports                            | [ 1 ]         |
| أوزبكستان                            | MTRK                                                                         | [ 1 ]         |